# Frýdek-Místek (distrito)
Frýdek-Místek é um distrito da República Checa na região de Morávia-Silésia, com uma área de 1.273 km² com uma população de 226.818 habitantes (2002) e com uma densidade populacional de 178 hab/km².